# Marco T. Robayo
Marco T. Robayo (Bogotá, 22 de octubre de 1961) es un escritor colombiano residente en Dallas (Texas). Es  autor de “Piel de ébano” y otras novelas históricas y contemporáneas publicadas.

## Biografía
Nació en Bogotá Colombia el 22 de octubre de 1961. Estudió ingeniería mecánica en su país para luego radicarse en Estados Unidos. Allí fundó y formó empresa e inició su camino como novelista. Fue en Dallas donde ingresó por completo al mundo literario publicando su primera obra El laberinto blanco en el año 2014. Desde entonces ha colaborado en múltiples revistas de Estados Unidos y Colombia y ha sido invitado a Ferias del Libro en países como Colombia, Estados Unidos, México y Ecuador. Entre sus obras más destacadas se encuentran las novelas históricas El gran genocidio y Piel de ébano, esta última galardonada como una de las mejores novelas de ficción histórica en el International Latino Book Awards 2021 de Los Ángeles. Con Transmigración y Una vida para Steven el autor expone debates éticos y científicos. Su obra, El gran genocidio, está vinculada en Colombia al Plan Lector y en ella expone los cuestionamientos a raíz de las diferentes versiones que existen sobre la conquista de América.
En 2000, cuando trabajaba en una empresa cementera de Barranquilla, emigró a los Estados Unidos, tras un secuestro fallido por parte de la guerrilla. Gran parte de su carrera literaria y profesional la ha desarrollado en el país norteamericano.

## Desarrollo literario
Tras incursionar en temas contemporáneos ligados a la actualidad, se lanzó de pleno a la novela histórica, con la creación y publicación de El gran genocidio. ¿Descubrimiento o exterminio? (2018). Tras el hallazgo del hundido tesoro del galeón San José en aguas colombianas, el autor aprovecha esta circunstancia para hacer un viaje al pasado,  alternando el tiempo contemporáneo con el histórico, y a personajes de ficción con otros que existieron históricamente. Ello lo consigue mediante el protagonista de la novela, el abogado Samuel Piracún, descendiente de los muiscas, que decide demandar a la corona española y llevar el asunto a la Corte Penal Internacional.  La novela, editada en Planeta, ha sido vinculada  al Plan Lector de Colombia y en ella se exponen los cuestionamientos a raíz de las diferentes versiones que existen sobre la conquista de América.
El autor, con facilidad para recrear los ambientes y los múltiples detalles del pasado envolviendo al lector, continuó con otros temas de la época colonial. Mediante la novela Piel de ébano (2020), muestra los tiempos de la esclavitud en Cartagena de Indias y el papel de las mujeres. Mediante la mulata Manuela, que encuentra su liberación con la costura, se van hilvanando historias de mujeres, hasta completar un cuadro que muestra que la misoginia, la discriminación y el feminicidio han sido parte de la  humanidad; crímenes sociales que han estado justificados y que son relatados a lo largo de la novela.
La novela, de 500 páginas, supuso una investigación de seis meses, ocho de escritura y otros tantos de revisión y correcciones. La investigación abarcó el estudio del siglo XVIII cartagenero, y entre los diferentes materiales historiográficos, el Padrón de 1777. También los documentos y testimonios de los ilustres viajeros Antonio de Ulloa y Jorge Juan Sanacilia en 1735; documentos del Archivo General de Indias en Sevilla, y del Archivo General de la Nación en Bogotá; además del asesoramiento de varios historiadores colombianos. En cuanto al asesoramiento sobre la esclavitud, el autor reconoce la importancia de la novela Raíces, del escritor norteamericano Alex Haley, para conocer todo el entramado socioeconómico del esclavismo entre los siglos XVI y XIX.
Aunque la novela describe el siglo XVIII del Caribe colombiano, sin embargo la narración y los diálogos fluyen en el presente, con la idea de mantener una proximidad con el lector. Según Grethel Delgado, la novela está escrita de” manera envolvente y sensual, con delicadas escenas eróticas para reflejar los encuentros carnales mediante numerosas tramas que ayudan a colorear con una definición casi palpable la época colonial”.
En El hombre en el espejo (2021), vuelve al tiempo actual y a la debacle de una pareja tras el tornado de Houston, cuando se enfrenta a la muerte y la devastación. ConTransmigración (2015) y Una vida para Steven (2019) el autor expone debates éticos y científicos.
El escritor Robayo desarrolla sus novelas tras la construcción de una escaleta apoyada en hechos reales, sabiendo de antemano el final, e incorporando los cambios de giro y las nuevas tramas que van surgiendo de su imaginación.
El autor ha estado presente en diversos acontecimientos culturales en México, y ha sido invitado a la Feria del Libro de Guadalajara, la Feria Internacional del libro de Bogotá,  y ferias de Estados Unidos y Ecuador.  También ha participado en los eventos literarios e históricos de diversas universidades: U. de Cartagena, U. Surcolombiana de Neiva, y Universidad Autónoma de Puebla, entre otras.
En 2021 logró el 2.º Premio a la mejor novela de ficción histórica,  en los Premios Internacionales del Libro Latino 2021, de Los Ángeles.
En la Feria Internacional del Libro de Bogotá (FILBO) de 2023, presentó las obras recién publicadas por Planeta Colombia: Aleluya, y A la caza del Galeón San José: el naufragio, novela histórica gráfica orientada al lector juvenil que supone la primera entrega de una serie.
En Aleluya recrea la vida de Paula de Eguiluz que se desarrolla en Cartagena de Indias y que fue procesada en tres ocasiones por la Inquisición, acusada de brujería.A la caza del Galeón San José, Naufragio, trata de hombres que sienten el llamado de las aguas y que no pueden vivir en paz hasta que no se embarcan y entregan sus vidas a la aventura.
En 2024 Robayo publicó El misterio de La Clarisa, que aborda las vicisitudes en torno a la custodia del convento de Santa Clara la Real en Tunja, tras la decisión de las clarisas de ponerla a la venta. La joya fue creada por Nicolás de Burgos en 1734 con oro, esmeraldas y perlas incrustadas. El autor desarrolla una novela histórica con las leyendas en torno a ella y las intrigas que provoca su venta en el siglo XX.
Con La niña, el autor, mediante un relato intimista y directo, trata el tema de la violencia intrafamiliar, rescatando una historia real de abusos a lo largo de varias generaciones de una familia.

## Publicaciones
- El laberinto blanco, Editorial Oveja Negra, 2014.
- Transmigración, Editorial Oveja Negra, 2015; Taller Editorial Roca, 2021
- Scarlett, Editorial Oveja Negra 2015; Taller Editorial Roca 2022
- El gran genocidio, Editorial Planeta 2018; Editorial Sb 2022
- Una vida para Steven, Editorial Planeta 2019.
- Piel de ébano, Editorial Planeta 2020.
- El hombre en el espejo, Editorial Planeta 2021.
- Aleluya, Editorial Planeta, 2023.
- A la caza del Galeón San José: Naufragio, Editorial Planeta 2023.
- El misterio de La Clarisa, Editorial Planeta 2024.
- La niña, Periscopio Casa Editorial 2025.

## Enlaces relacionados
- Página web del autor
- Entrevista en “Cronistas latinoamericanos”
- Entrevista en CNN en español

- Datos: Q116464544